# Lensian
Lensian ist ein Ortsteil der Stadt Wustrow (Wendland) im Landkreis Lüchow-Dannenberg in Niedersachsen.

## Geographie
Der Ort ist ein kleines Rundlingsdorf im Wendland. Er befindet sich etwa 5 km nordwestlich der Kernstadt Wustrow und etwa 8 km westlich von Lüchow. Nachbarort im Süden ist Schreyahn, bei dem sich die Rundlingsform ebenfalls hervorragend erhalten hat.
Im Nordwesten befindet sich, nur wenige Meter entfernt, das Dorf Ganse.

## Geschichte
Der Ortsname entstammt dem slawischen Begriff Lentzan (=Sumpfwiese, Aue). Die erste urkundliche Erwähnung wird auf das Jahr 1360 datiert.
Die ursprüngliche Rundlingsform mit einer Zuwegung war bereits in früheren Jahrhunderten beseitigt worden. Die Kurhannoversche Landesaufnahme von 1776 zeigt, das schon in dieser Zeit von Westen und Süden Wege in das Dorf hineinführten. Laut einer Lageskizze von 1814 handelte es sich um eine gepflasterte Straße, die den Ort durchschnitt. Dass sie zu dieser Zeit gepflastert war, lässt darauf schließen, dass es sich um einen Verkehrsweg mit überörtlicher Bedeutung handelte, der über Clenze Uelzen mit Lüchow verband. Später wurde daraus die Landesstraße 261.
Während ein Brand im Jahre 1814 die südliche Hälfte des Dorfes vernichtete, kam es 1843 zu einem Großbrand, der den nördlichen Dorfteil zerstörte.
Am 1. Juli 1972 wurde Lensian in die Stadt Wustrow eingegliedert.

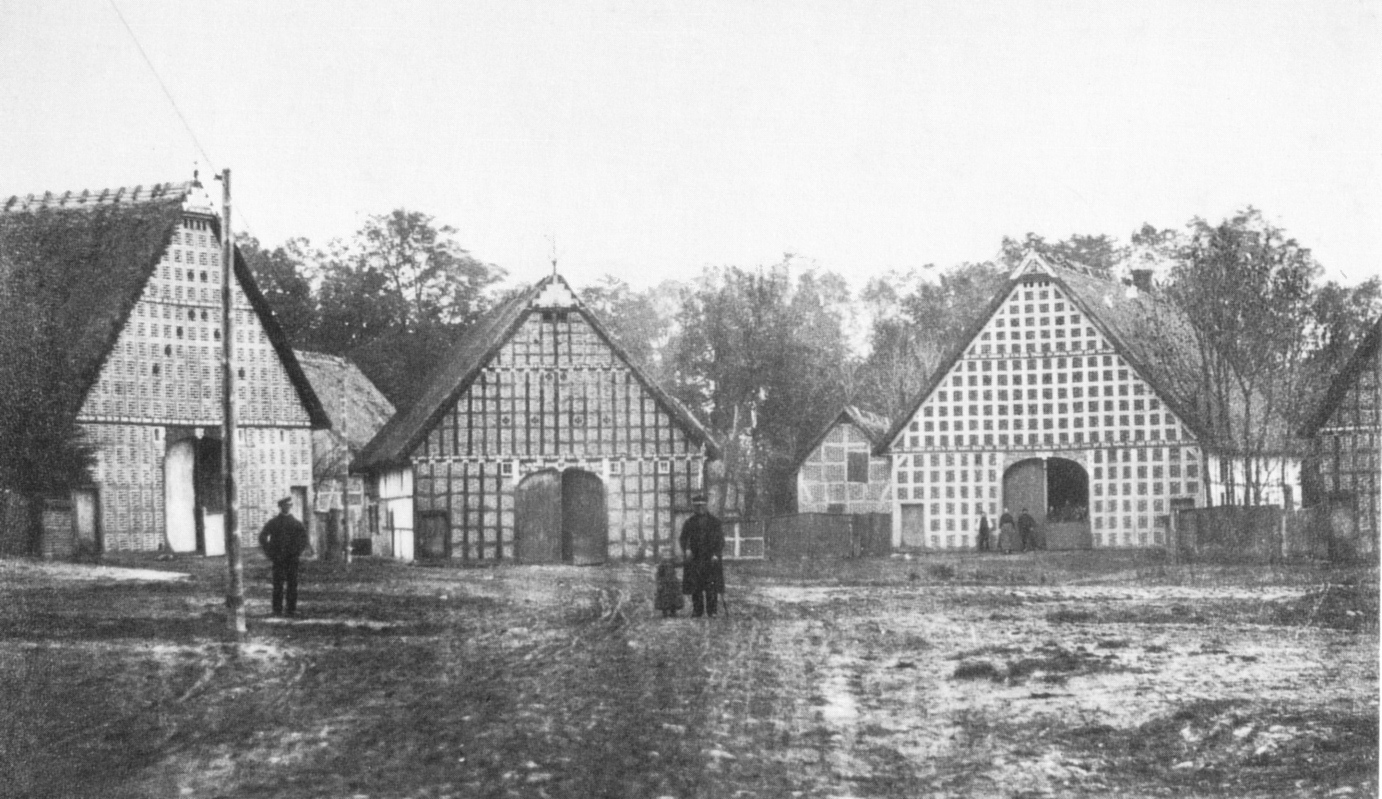
Lensian im Jahr 1865
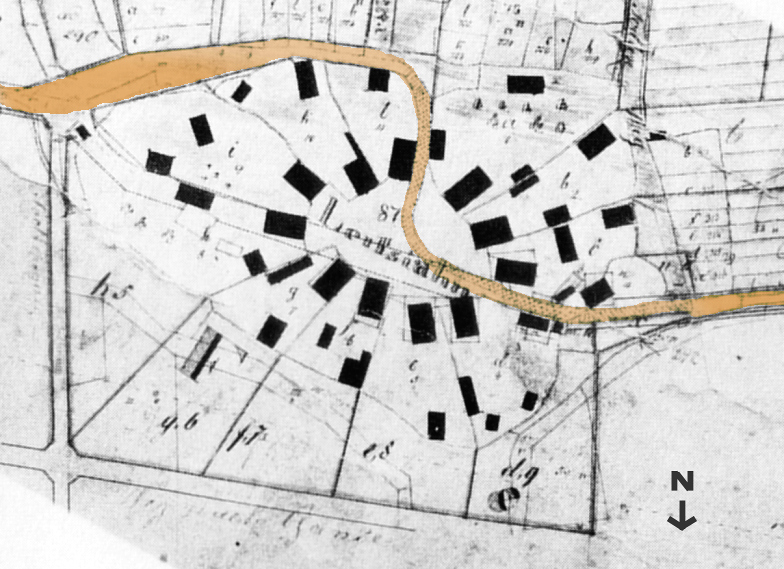
Lageplan von 1831 mit der bereits den Rundling durchschneidenden Straße (nachträglich eingefärbt)